# Ванюшев, Василий Михайлович
Василий Михайлович Ванюшев (10 февраля 1936, с. Нижняя Кусо-Какся, Кизнерский район Удмуртская АССР) — советский и российский удмуртский поэт, филолог и литературовед. Член Союза Писателей СССР (1982), Союза писателей России, заслуженный работник культуры Удмуртской Республики и Чувашской Республики. Доктор филологических наук (1996), профессор. Лауреат Государственной премии Удмуртской Республики (1996) и премии Правительства Удмуртской Республики в области литературы (2014). Почётный гражданин Кизнерского района Удмуртии (2008).
Выпустил более 20 книг. Участвовал в создании оратории «Удмуртские любовные игры» (муз. Е. Копысовой, Ижевск, 2001), документальных фильмов «Мултанское дело» (реж. Л. Вахитов, Ижевск, 1996) и «Дети с небес» (реж. Н. Юхневич, Вильнюс, 2006).

## Биография
Василий Михайлович Ванюшев родился 10 февраля 1936 года в селе Нижняя Кусо-Какся (Кизнерский район Удмуртской АССР) в крестьянской семье. В 1955 году окончил Можгинское педучилище, в 1960 году— факультет журналистики Московского государственного университета им. Ломоносова. В 1960—1961 годах работал в редакции газеты «Советская Удмуртия», инструктором отдела пропаганды и агитации Удмуртского обкома ВЛКСМ (1961—1962), заведующим идеологическим отделом, заместителем редактора и редактором газеты «Комсомолец Удмуртии» (1962—1970).
Окончил аспирантуру Академии общественных наук при ЦК КПСС, с 1973 года работал в Удмуртском институте истории, языка и литературы старшим научным сотрудником. Был заместителем директора этого института, учёным секретарем, главным научным сотрудником института, возглавлял кафедру удмуртской литературы и фольклора УдГУ.
В 1975 году Василий Михайлович защитил кандидатскую («Проблемы национального и интернационального в младописьменных литературах Поволжья»), в 1997 году — докторскую диссертацию «Творческое наследие Г. Е. Верещагина в контексте национальных литератур Урало-Поволжья» в Институте мировой литературы им. А. М. Горького РАН.
Под его руководством в УИИЯЛ началась подготовка к изданию многотомного собрания сочинений трудов Г. Е. Верещагина. Является участником интеграционных проектов, в том числе по созданию академической «Истории литературы Урала». За время своей многолетней деятельности В. М. Ванюшев установил широкие научные связи с литературоведами национальных республик и финно-угорских государств — Чувашии, Татарстана, Мордовии, Коми, Финляндии, Эстонии и др.

## Творчество
Первая книга писателя Ванюшева — «Нити времён» (1972) составлена из лирико-публицистических очерков. Творческие поиски поэта Ванюшева связаны с выявлением глубинных корней национальной памяти (сб-ки «Выжыосы» — «Родные корни», 1976; «Шунды но гудыри» — «Солнце и гроза», 1980; «Шунды-Мумы» — «Солнце-Матушка», 1990; «Аръёсын ваче син» — «Лицом к лицу с годами», 1995; «Дорвыжы» — вольный перевод эпоса М. Худякова «Из народной поэзии вотяков: песни, сказания…»). Для детей выпустил книгу стихов «Вить чиньы — одӥг кикур» — «Дружных пальцев пятерня» (1983), «Меми гожтэт=Мамино письмо» (2006), составил антологию рассказов и сказок удмуртских писателей «Дедушкин родник» (М., 1981).
Научный редактор двухтомной «Истории удмуртской советской литературы» (1987—88), собрания сочинений в 6 томах Г. Е. Верещагина (с 1995). Василий Михайлович Ванюшев — исследователь творческого наследия Григория Егоровича Верещагина — писателя, просветителя, этнографа, священнослужителя.
Также Василий Ванюшев способствовал изданию антологии удмуртской литературы на чувашском языке.
В. М. Ванюшев опубликовал в республиканских научных сборниках статьи о писателях Удмуртии и писателях финно-угорских литератур (Кузебае Герде, Кедра Митрее, М. Петрове, М. Коновалове, И. Kypатовe, Т. Кирдяшкине, С. Чавайне, Ш. Петёфи, Я. Ухсае и др.); на его счету более 400 публикаций, в которых он выступил в качестве автора, составителя, редактора. 
Произведения Василия Михайловича Ванюшева публиковались в российских периодических изданиях: в газетах «Литературная Россия» и «Литературная газета», журналах «Дружба народов», «Урал», «Волга», «Театральная жизнь»; также были переведены на марийский, татарский, чувашский и другие языки.

### Книги
- Ванюшев В. М. Нити времён: Очерки о родном крае. — Ижевск: Удмуртия, 1973. — 89 с.: ил.
- Ванюшев В. М. Расцвет и сближение: О типологии соотношения национального и интернационального в удмуртской и других младописьменных литературах: [Монография]. — Ижевск: Удмуртия, 1980. — 252 с.
- Ванюшев В. М. «Дор» — значит «Родина» // Дедушкин родник: Рассказы и сказки удм. писателей для детей. — М., 1981. — С. 3—10.
- Ванюшев В. М. Солнечный каравай: Стихи / Пер с удм. А. Кондратьева. — М.: Дет. лит., 1983. — 31с.
- Ванюшев В. М. Колосок, задевший небо: Стихи / Пер. с удм. — Устинов: Удмуртия, 1985. — 56 с.
- Ванюшев В. М. Вершины корнями сильны. — Ижевск, 1987. — 264 с.
- Ванюшев В. М. Шунды-Мумы (Солнце-Матушка). — Ижевск: Удмуртия, 1990. — 142с.
- Ванюшев В. М. Салам, Шупашкар!: Калавсем, савасем / Пер. с удм. — Чебоксары, 1993. — 95 с.
- Ванюшев В. М. Поэтическая дилогия Г. Е. Верещагина: Учеб. пособие. — Ижевск, 2002. — 210 с.
- Ванюшев В. М. Меми гожтэт = Мамино письмо : поэма / пер. с удмурт. А. Демьянова. — М. : Рос. Литфонд, 2005. — 87 с.
- Ванюшев В. М. Удмуртская литература (обзор), Н. С. Байтеряков, Г. Е. Верещагин, Кузебай Герд, Кедра Митрей, Г. Д. Красильников // Литература народов России. XX век. — М.: Наука, 2005.
- Ванюшев В. М. Удмурт Выжы книга = «Как будто Книга бытия…»: Поэма. — Ижевск, 2006. — 71с.
- Ванюшев В. М. Вязь идей, времён, событий: избранные труды / Российская академия наук. Уральское отделение. Удмуртский институт истории, языка и литературы. — Ижевск: Институт компьютерных исследований, 2016. — 460 с. Рус., удм., англ. яз. ISBN 978-5-4344-0393-1

### Книги на удмуртском языке
- Ванюшев В. М. Выжыосы: Кылбуръёс но балладаос. — Ижевск: Удмуртия, 1976. — 64 с.
- Ванюшев В. М. Шунды но гудыри: Кылбуръёс. — Ижевск: Удмуртия, 1980. — 108 с.
- Ванюшев В. М. Вить чиньы — одйг кикур: Нылпиослы кылбуръёс / худож. Р. К. Тагиров. — Ижевск: Удмуртия, 1982. — 40 с.
- Ванюшев В. М. Шунды — Мумы : кылбуръёс но поэмаос. — Ижевск : Удмуртия, 1990. — 142 с.
- Ванюшев В. М. Аръёсын ваче син : кылбуръёс, балладаос, поэмаос. — Ижевск : Удмуртия, 1995. — 176 с.

### Коллективные книги и сборники
- Своеобразие выражения национального начала в творчестве Г. Д. Красильникова // Г. Д. Красильников — писатель и человек. — Ижевск, 1982. — С. 157—168.
- История удмуртской советской литературы В 2 т. / Рук. авторского коллектива В. М. Ванюшев. ИМЛИ им. А. М. Горького АН СССР, НИИ при СМ УАССР. — Устинов, 1987.—Т. 1.—252 с.; Ижевск, 1988. — Т. 2. — 332 с.
- Творческое наследие Г. Е. Верещагина в контексте национальных литератур Урало-Поволжья. — Ижевск, 1995—296 с.
- Григорий Верещагин и Кузебай Герд // Как молния в ночи. Ижевск, 1998. — С. 391—397.

## Образование
- Можгинское педучилище (1955),
- Факультет журналистики МГУ (1960),
- Академия общественных наук при ЦК КПСС (1973).

## Звания и награды
- 1986 — Заслуженный работник культуры Удмуртии
- 1992 — Всечувашская национальная премия имени И. Я. Яковлева (Чувашия)
- 1995 — Заслуженный деятель науки Удмуртии
- 1995 — Заслуженный работник культуры Чувашии
- 1996 — Государственная премия Удмуртии
- 2001 — Почётная грамота Удмуртской Республики
- 2006 — Народный писатель Удмуртии
- 2008 — Почётный гражданин Кизнерского района Удмуртии
- 2009 — Всеудмуртская национальная премия имени Кузебая Герда (Удмуртия)
- 2012 — Орден Дружбы
- 2014 — Премия правительства Удмуртской Республики